# Человек с побелевшим лицом
«Человек с побелевшим лицом», другое название «Побелевший воин» (англ. The Adventure of the Blanched Soldier) — один из рассказов английского писателя Артура Конан Дойла о знаменитом сыщике Шерлоке Холмсе. Входит в завершающий сборник рассказов «Архив Шерлока Холмса», опубликованный в 1927 г.

## Сюжет
В начале января 1903 года к Шерлоку Холмсу за помощью обращается Джеймс М. Додд, разыскивающий своего однополчанина Годфри Эмсуорта, ставшего ему близким другом в ходе войны с бурами. После ранения Годфри был отправлен в госпиталь в Кейптаун, а затем уехал в Англию. За всё это время он написал Додду всего два письма, а потом переписка неожиданно прервалась. Отец Годфри, полковник Эмсуорт сначала не отвечал на письма Додда, а потом кратко сообщил, что Годфри отправился в кругосветное путешествие, чтобы поправить здоровье.
Не удовлетворённый этим объяснением, Додд приезжает в поместье Эмсуортов. Ночью Додд замечает в окне своей комнаты Годфри с мертвенно-белым лицом. Додд выскакивает на улицу, и слышит где-то в парке звук захлопнувшейся двери. На следующий день Додд находит отдельно стоящий домик, откуда выходит мужчина и запирает его на ключ. Пробравшись вечером к домику, Додд заглядывает в скважину и замечает этого мужчину и человека, похожего на Годфри. Полковник Эмсуорт замечает Додда и выпроваживает его из поместья. Додд заявляет полковнику, что не оставит это дело.
Холмс вместе с Доддом отправляются в имение Эмсуорта, по дороге к ним присоединяется некий друг Холмса. Разъярённый полковник приказывает визитёрам немедленно убираться, собираясь вызвать полицию. Холмс пишет на бумажке некое слово. Полковник тут же сдаётся и провожает гостей в загадочный домик, где их встречает Годфри, лицо которого покрыто белыми пятнами.
Годфри рассказывает, как он, после прорыва из окружения, обессилев от раны, упал с лошади. Застигнутый пронизывающим ночным холодом, он добрался до некоего дома, забрался в первую попавшуюся постель и заснул. Пробуждение стало кошмаром, так как он узнал, что в тот дом временно перевели обитателей лепрозория, а он провёл ночь в постели больного проказой. По возвращении домой у Годфри появились зловещие симптомы болезни. Чтобы избежать пожизненной изоляции от общества, он изолировался в родном имении при поддержке родителей.
Холмс приглашает к Годфри своего друга, прославленного дерматолога сэра Джеймса Сандерса, и рассказывает, как проник в тайну. Годфри скрывался не потому, что совершил преступление, нераскрытых преступлений в округе не было. Если бы он сошёл с ума, то не было нужды в тайне – власти разрешают содержание душевнобольных дома под надзором. Заметив, что дворецкий относит еду в перчатках, Холмс принял версию о проказе, столь распространённой в Южной Африке, и написал слово «проказа» для полковника Эмсуорта.
Вернувшийся Сандерс заявляет, что Годфри болен «псевдопроказой» (ихтиозом, в данном случае вероятнее его приобретённой формой, вследствие нарушений работы эндокринной системы). Симптомы ихтиоза похожи на симптомы проказы, но это не заразное заболевание и возможно излечимое.

## Интересные факты
- Рассказ «Человек с побелевшим лицом» входит в ограниченный список рассказов (например, таких как «Скандал в Богемии», «Знатный холостяк», «Человек с рассечённой губой») о приключениях Шерлока Холмса и доктора Ватсона, в которых отсутствует криминальная подоплёка.
- «Человек с побелевшим лицом» является одним из двух рассказов (другой — «Львиная грива»), в котором повествование ведётся от лица Шерлока Холмса.